# Tintern
Tintern (en gallois : Tyndyrn) est un village du Monmouthshire, au pays de Galles.
Il est connu auprès des touristes pour son abbaye en ruine, l'abbaye de Tintern.